# Michaela Chaloupková
Michaela Chaloupková (* 4. června 1975, Plzeň) je česká právnička, ředitelka divize správa a členka představenstva akciové společnosti ČEZ. V roce 1999 absolvovala právnickou fakultu Západočeské univerzity a v roce 2007 studium MBA na University of Pittsburgh, Joseph M. Katz Graduate School of Business

## Přehled činnosti
Po ukončení studia půl roku pracovala jak koncipientka v advokátní kanceláři. V letech 2001-2002 pracovala u obchodníka cennými papíry, akciová společnost Stratego Invest. V dubnu 2003 nastoupila do pozice obchodního referenta nákupu akciové společnosti ČEZ. Vypracovala se na pozici ředitelky centrálního nákupního útvaru pro celou Skupinu ČEZ.
V roce 2010 se stala jedinou ženou v představenstvu ČEZ a od roku 2014 řídí lidské zdroje Skupiny ČEZ. Propaguje společenskou odpovědnost a udržitelný rozvoj a řídí tyto aktivity ve Skupině ČEZ jak Chief Sustainability Officer. Roku 2016 uvedla Strategii udržitelného rozvoje Skupiny ČEZ s názvem ENERGIE PRO BUDOUCNOST.[zdroj?]
Je členka správní rady neziskové společnosti Odyssey, která podporuje ženské manažerské talenty.[zdroj?]

## Top 25 žen českého byznysu
Anketu pořádá deník Hospodářské noviny:
- 2012 - 11. místo[6]
- 2013 - 4. místo[7]
- 2014 - 22. místo[8]
- 2015 - 8. místo[9]
- 2016 - 3. místo[10]
- 2017 - umístění v kategorii Top ženy byznysu - manažerka[11]
- 2018 - umístění v kategorii Top ženy byznysu - manažerka[12]